# Ermanno Olmi
Ermanno Olmi (Bérgamo, 24 de julho de 1931 - Asiago, 5 de maio de 2018) foi um cineasta italiano, conhecido pelo seu filme L'albero degli zoccoli, vencedor da Palma de Ouro do Festival de Cannes de 1978 e do César de Melhor Filme Estrangeiro no ano seguinte.

## Biografia
Começou a sua carreira na primeira metade dos  anos 50 como realizador de documentários, tendo filmado cerca de quatro dezenas deles. Em 1961 dirige a sua primeira obra de ficção, Il Posto, que conta a odisseia de dois jovens milaneses à procura de um emprego no mundo da indústria na época do ressurgimento económico italiano. Seguindo este rasto, Olmi realiza, dois anos mais tarde, I Fidanzati, história de um operário lombardo que vai trabalhar para a Sicília, tendo, para isso, que se separar da sua noiva. Este filme, concorrente à Palma de Ouro do Festival de Cannes de 1963, acaba por conferir ao seu realizador uma notoriedade assinalável.
Alterando o seu percurso, Olmi adapta, em 1965, o livro Il giornale dell'anima escrito por Angelo Roncalli (que viria a ser o papa João XXIII), transpondo-o para o cinema com o nome E venne un uomo, interpretado por Rod Steiger, Adolfo Celi e Pietro Germi.
Seguidamente, regressa aos temas que lhe são caros, dirigindo uma série de películas cujas histórias se situam sempre num patamar entre a realidade e a ficção. Tendo sempre mais sucesso junto da crítica do que do público, Olmi assinou, entretanto, um conjunto de obras de grande interesse e notável beleza plástica, como L'albero degli zoccoli (1978), Cammina, cammina (1982), Lunga vita alla signora (1987), La Leggenda del santo bevitore (1988) e Il segreto del bosco vecchio (1993).
Ermanno Olmi morreu em Asiago no dia 5 de Maio de 2018.

## Filmografia

### Longas metragens

#### Realizador
- Il tempo si è fermato (1958)
- Il posto (1961)
- I fidanzati (1963)
- E venne un uomo (1965)
- La cotta (1967)
- La cotta (1967) (TV)
- Racconti di giovani amori (1967) (TV)
- Un certo giorno (1969)
- I recuperanti (1969) (TV)
- Durante l'estate (1971)
- La circostanza (1974)
- L'albero degli zoccoli (1978)
- Camminacammina (1982)
- Lunga vita alla signora! (1987)
- La leggenda del santo bevitore (1988)
- Il segreto del bosco vecchio (1993)
- Genesi: La creazione e il diluvio (1994) (TV)
- Il mestiere delle armi (2001)
- Cantando dietro i paraventi (2003)
- Tickets (2005) - em co-realização com Abbas Kiarostami e Ken Loach
- Centochiodi (2007)
- Il villaggio di cartone (2011)
- Torneranno i prati (2014)

#### Guionista
- Il tempo si è fermato  (1958)
- Il posto (1961)
- I fidanzati (1963)
- E venne un uomo (1965)
- La cotta (1967) (TV)
- Racconti di giovani amori (1967) (TV)
- Un certo giorno (1969)
- I recuperanti (1969) (TV)
- Durante l'estate (1971)
- La circostanza (1974)
- L'albero degli zoccoli (1978)
- Camminacammina (1983)
- Lunga vita alla signora! (1987)
- La leggenda del santo bevitore  (1988)
- La valle di pietra (1992) - escrito com Maurizio Zaccaro
- Il segreto del bosco vecchio  (1993)
- Genesi: La creazione e il diluvio (1994) (TV)
- Il mestiere delle armi (2001)
- Cantando dietro i paraventi (2003)
- Tickets (2005) - in co-realização com Abbas Kiarostami e Ken Loach
- Centochiodi (2007)
- Il villaggio di cartone (2011)
- Torneranno i prati (2014)

#### Editor
- Un certo giorno (1969)
- I recuperanti (1970) (TV)
- Durante l'estate (1971)
- La circostanza (1974)
- L'albero degli zoccoli (1978)
- Camminacammina (1983)
- Lunga vita alla signora! (1987)
- La leggenda del santo bevitore (1988)

#### Director de fotografia
- I recuperanti (1969) (TV)
- Durante l'estate (1971)
- L'albero degli zoccoli (1978)
- Camminacammina (1983)
- Lunga vita alla signora! (1987)

#### Produtor
- La circostanza (1974)
- Il mestiere delle armi (2001)
- La duchessa di Langeais, realização de Jacques Rivette (2007)

#### Cenógrafo
- Camminacammina (1983)

### Documentário
- Piccoli calabresi a Suna sul Lago Maggiore (1953) - Curta
- La diga sul ghiaccio (1953) - Curta
- El Frayle (1953) - Curta
- La pattuglia di Passo San Giacomo (1954) - Curta
- Società Ovesticino - Dinamo (1955) - Curta
- L'onda  (1955) - Curta
- L'energia elettrica nell'agricoltura (1955) - Curta
- La mia valle (1955) - Curta
- Il racconto della stura (1955) - Curta
- Il pensionato (1955) - Curta
- Cantiere d'inverno (1955) - Curta
- Buongiorno natura (1955) - Curta
- Michelino 1A B (1956) - Curta
- Manon: Finestra 2 (1956) - Curta
- Costruzioni mecchaniche riva (1956) - Curta
- Fibre en civiltà (1957) - Curta
- Campi sperimentali (1957) - Curta
- Venezia città minore (1958) - Curta
- Tre fili fino a Milano (1958) - Curta
- Il frumento (1958) - Curta
- Grigio  (1958) - Curta
- Giochi in colonia (1958) - Curta
- Colonie Sicedison (1958) - Curta
- Vacanze a Marina di Massa. Colonia Ettore Motta del Gruppo Edison - Curta[1]
- Natura e chimica (1959) - Curta
- Fertilizzanti prodotti dalla società del Gruppo Edison (1959) - Curta
- Cavo ad olio fluido a 220.000 volt (1959) - Curta
- Po: forza 50.000 (1960) - Curta
- Il grande paese d'acciaio (1960) - Curta
- Un metro lungo cinque (1961) - Curta
- Sacco in plypac (1961) - Curta
- Pomodoro  (1961) - Curta
- Le grand barrage (1961) - Curta'
- Fertilizzanti complessi (1961) - Curtao
- 700 anni fa (1963) - TV
- Dopo secoli (1964) - Curta (TV)
- Nino il fioraio (1967)  - Curta (TV)
- Dal diario scolastico di Cesare Cornoldi (1967) - Curta (TV)
- Beata gioventù (1967) TV
- Ritorno al paese (1967) - Curta (TV)
- La borsa (1968) -  TV
- La fatica di leggere (1970) - Curta (TV)
- In nome del popolo italiano (1971) - TV
- Le radici della libertà (1972) -  TV
- Nascita di una formazione partigiana (1973) - TV
- Apocalypsis cum figuris (1979) - TV
- Personaggi fortemente sospettabili (1983) - Curta (TV)
- Milano '83 (1983)
- Artigiani veneti (1986) - Curta
- Imago urbis (1987) - in co-realização com  Mauro Bolognini, Damiano Damiani, Carlo Lizzani, Luigi Magni, Folco Quilici, Ettore Scola, Florestano Vancini e Lina Wertmüller
- 12 registi per 12 citt] (1989) - episódio "Milão"
- Lungo il fiume  (1992)
- Mille anni (1995) - Curta
- Il denaro non esiste (1999) - TV
- Atto unico di Jannis Kounellis (2007) - Curta
- Terra Madre  (2009)
- Rupi del vino (2009)

### Curta metragem
- Dialogo di un venditore di almanacchi e di un passeggiere (1954)
- Il premio  (2009)